# Honey, Just Allow Me One More Chance
Honey, Just Allow Me One More Chance – tradycyjna folkowa piosenka zaadaptowana i zaaranżowana przez Boba Dylana, nagrana przez niego w lipcu 1962 r. i wydana na drugim albumie The Freewheelin’ Bob Dylan w maju 1963 r. Znana także jako Honey, Won't You Allow Me One More Chance, Honey, 'Low Me One More Chance.

## Historia i charakter utworu
Ta początkowo folkowa piosenka jest utworem anonimowym. Wzorem, do którego odwoływali się późniejsi wykonawcy, stało się pierwsze nagranie utworu.
Autorem pierwszej nagranej wersji był Henry Thomas, znany także jako „Ragtime Texas”. Był on teksańskim bluesmanem, który akompaniował sobie na gitarze i fujarce, a właściwie na domowego wyrobu fletni Pana. Nagrania dokonał, jak przystało na wędrownego bluesmana, 7 października 1927 w Chicago. Utwór brzmi bardzo archaicznie i wyraźnie słychać jego folkowe pochodzenie, chociaż przez Thomasa został wtłoczony w ramy bluesa. W 1989 r. nagrania Thomasa zostały wydane an albumie Texas Worried Blues: Complete Recorded Works 1927–1929.
Nat Hentoff w nocie z okładki albumu ujawnia, że Dylan korzystał właśnie z nagrania Thomasa. Zapoznał się z muzyką Thomasa najpewniej w zbiorze nagrań wydanych przez Harry’ego Smitha Anthology of American Folk Music wydanej przez Folkways w 1952 r. W 1997 r. ta edycja została wznowiona przez Smithsonian Institution, które przejęło firmę „Folkways” po śmierci jej założyciela Mosesa Ascha. Ostatnim nagraniem tej antologii był najbardziej znany utwór bluesmana „Fishin' Blues”. Został on nagrany także w Chicago 13 czerwca 1928 r. Znany był także pod tytułem „I'm a-Goin' Fishin' „.
Utwór „Honey, Won't You Allow Me One More Chance?” Thomasa został wydany jego albumie Henry Thomas Sings the Texas Blues w 1961 r. I z tej płyty zapewne Dylan wziął wzór dla swojej wersji piosenki.

## Wersje Dylana
Pierwsze znane nagranie i wykonanie tego utworu przez Dylana pochodzi z koncertu w „Gerde's Folk City” w Nowym Jorku w kwietniu lub maju 1962 r.
9 lipca 1962 r. Dylan nagrał tę piosenkę na sesji nagraniowej i została ona umieszczona na albumie The Freewheelin’ Bob Dylan.
24 kwietnia lub 2 maja 1963 r. (a więc jeszcze przed wydaniem albumu), Dylan wykonał utwór w czasie występów w chicagowskim klubie „The Bear”.
Do obu wspomnianych piosenek Thomasa wrócił w siedem lat później, bo w 1970 r., podczas 1-majowej sesji do albumu New Morning.
Todd Harvey w swojej książce The Formative Dylan: Transmission & Stylistic Influences, 1961–1963 dokładnie przeanalizował wszystkie zmiany, jakich w swojej wersji dokonał Dylan. Dylan odrzucił niektóre linijki tekstu Thomasa, specyficznie zaadaptował jego refren, dostosował schemat rymów Thomasa, czyli AAAC, i 4-taktowe frazy do rytmu 2/4, który nadał utworowi.
Zdecydowane przyspieszenie tempa utworu oraz zmiany tekstu spowodowały, że wersja Dylana jest bardziej humorystyczna od oryginału Thomasa. W warstwie słownej wpływ na Dylana miały takie utwory jak „Take a Whiff on Me” Leadbelly'ego (zwłaszcza iż piosenka była wykonywana przez Guthriego), „Salty Dog Blues” (1924) czy „Coffee Pot Blues” (1925) Papy Charliego Jacksona.

## Inne wykonania
- Lester Flatt and Earl Scruggs – Final Fling (1970); 1964-1969, Plus (1996)